# Hércules (1859)
El vapor Hércules, también denominado General Benavídez fue un navío de propulsión mixta (vapor y vela) que sirvió en la escuadra de la Confederación Argentina durante la Guerra entre la Confederación Argentina y el Estado de Buenos Aires. 

## Historia
Adquirido en la ciudad de Río de Janeiro, Imperio del Brasil, y alistado en Montevideo, Uruguay, en mayo de 1859 como parte del rearme de la escuadra nacional, fue puesto al mando del capitán Bartolomé Cordero. El buque tenía un casco de hierro dulce remachado, aparejo de pailebote de dos palos y tenía 28 m de eslora, 6 de manga y 2 de calado, desplazando 195 t. Su propulsión principal utilizaba una máquina de vapor de 40 HP con dos calderas, que le permitía alcanzar una velocidad de 8 nudos. La capacidad de almacenaje de carbón era de 25 t, con lo que su autonomía alcanzaba las 850 millas nominales. 
Armado con 5 cañones de avancarga de a 32 y tripulado por unos 80 hombres, junto a los vapores Salto, Pampero y Menay (Julio Fonrouge), la barca Concepción y la goleta Argos partieron de ese puerto al mediodía del 12 de octubre de 1859 a las órdenes del coronel Mariano Cordero.
En la mañana del 14 la escuadra forzó el paso del canal de la isla Martín García. En el Combate de Martín García (1859) el Salto, que llevaba a remolque a la Concepción, y el Hércules enfrentaron las baterías de la isla. Cuando ya salían del alcance del fuego enemigo una bala cortó el remolque de la Concepción que quedó al garete. El Hércules tomó el cable pero otra bala cortó la cadena del timón dejando al buque sin gobierno, mientras otro disparo hería a su comandante. Pese a los daños, consiguió remolcar a la Concepción y llevara a Rosario (Argentina).
Tras arribar a Paraná fue denominado General Benavídez. Tras la batalla de Cepeda (1859) mientras las tropas de Buenos Aires eran evacuadas, el Benavídez participó de la Acción naval de San Nicolás de los Arroyos (1859) contra la escuadra porteña al mando de Antonio Susini.
Tras la victoria y conforme a la crítica situación económica de la Confederación y la política conciliatoria de Justo José de Urquiza, se dispuso el arriendo del buque, pasando a ser operado en el tráfico mercante fluvial por Belisario Enrique.
Finalizado el conflicto con la caída del gobierno nacional y reunificadas las escuadras, en abril de 1862 volvió a denominarse Hércules estando sucesivamente al mando del subteniente Natalio Castro y los tenientes José María Manzano y Guillermo Morris. El 2 de abril de ese año fue puesta en venta pero al no encontrarse compradores pasó a desarme, primero en el Riachuelo y luego en el río Luján. En enero de 1864 volvió brevemente al servicio activo viajando a Goya al mando del teniente Francisco Sardi, pero a su regreso, el 6 de julio se arrendó a Juan Quevedo y luego a un segundo armador.
Al estallar la Guerra de la Triple Alianza el estado nacional canceló el arriendo pero la inspección decidió que el Hércules no era ya apto para el uso militar, por lo que fue rematado y adquirido por Nicolás Jurado en la suma de 51.000 pesos fuertes, matriculándose en el tráfico mercante de la ciudad.